# Kaci Brown
Kaci Deanne Brown (Sulphur Springs, 7 luglio 1988) è una cantante statunitense.

## Carriera
Kaci Brown è figlia di James Michael Brown Jr. e Annette Marie Thomas. Prima di raggiungere un  contratto record,all'età di 13 anni, Kaci Brown ha firmato la sua prima pubblicazione sotto l'etichetta di "Still Working Music" gestita dalla vedova di Roy Orbison. Kaci ha poi firmato un contratto con la Interscope Records.
Nel 2005, ha pubblicato il suo singolo di debutto, "Unbelievable". Il video della canzone è arrivato alla posizione #18 di MTV TRL Top 20,mentre la canzone è arrivata prima a "Radio Disney". Ha fatto apparizioni al Jimmy Kimmel Live!, a MTV e alla ABC per promuovere il suo CD.L'album è stato prodotto da Toby Gady e Brown; l'album ha debuttato alla posizione #13 nella "Top Heatseekers chart"
Nel gennaio del 2006,"Unbelievable" entro nella "Billboard Hot Dance/Music Club"alla posizione #49.
Nel gennaio 2006, ha preso parte alla "John Lennon Educational Tour Bus"dando alcuni consigli ai bambini per scrivere una bella canzone.
Il 9 maggio 2006, il secondo singolo, "Instigator", è stato distribuito. La canzone è in collaborazione con 2 rappers, VA Slim e El Fudge. Il singolo ha raggiunto la posizione #80 nella chart "Mediabase" e la posizione numero # 13 nella chart Hot Dance Single Sales.
Nel 2007 torna in studio con l'amico e produttore Toby Gad e il suo fidanzato Aaron Carter, per registrare il suo album "Sophomore" che non è mai stato distribuito.

## Discografia

### Album
- "Instigator" (2005)
- "Sophomore" (2007)-mai distribuito

### Singoli
- "Unbelievable" (2005)
- "Instigator (2006)
- "Cadillac Hotel" (promozionale)